# St.-Gunthildis-Kapelle

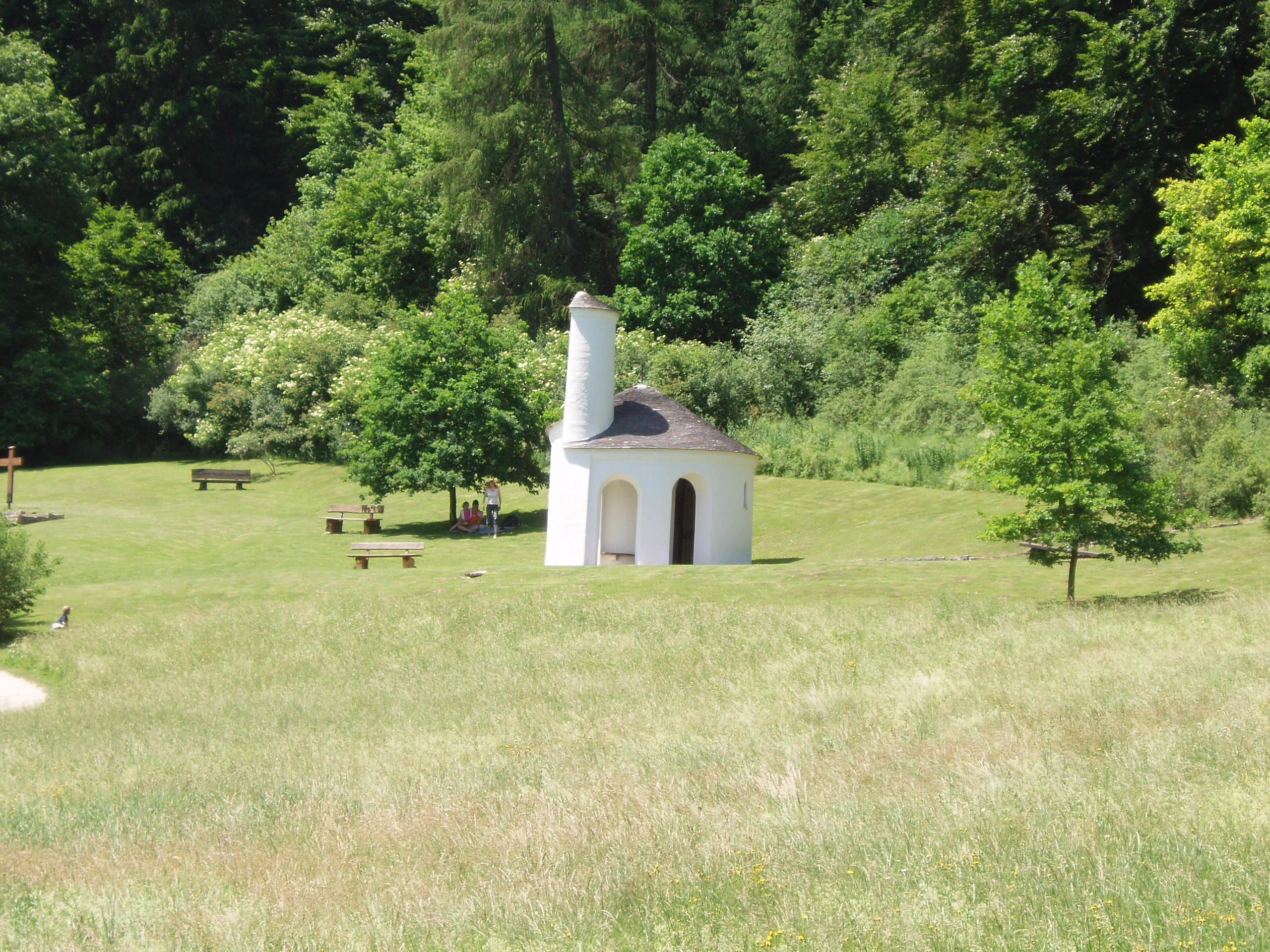
St.-Gunthildis-Kapelle

St.-Gunthildis-Kapelle war eine Wallfahrtskapelle des Mittelalters und ist ein Neubau, eine ökumenische Kapelle innerhalb der Gemarkung von Suffersheim, einem Gemeindeteil der Stadt Weißenburg in Bayern im mittelfränkischen Landkreis Weißenburg-Gunzenhausen. Bedingt durch die Form des Neubaus wird sie auch „Schneckenhaus Gottes“ genannt. Sie liegt am Rand des Waldes Lohleite, westlich von Suffersheim und oberhalb des Flusses Schambach.

## Vorgängerbau
Einer Legende nach bewohnte die heilige Magd Gunthildis von Suffersheim im 11. Jahrhundert eine Einsiedelei, bei der eine Kapelle zu ihren Ehren gebaut wurde und die im 13. Jahrhundert um einen Neubau vergrößert wurde. Eine Wallfahrt ist erstmals von 1398 schriftlich bezeugt. Die Gebeine der heiligen Gunthild sollen am Ende des 14. Jahrhunderts von der nahen Michaeliskirche in die Kapelle gebracht worden sein. Im 16. Jahrhundert verfiel die Kapelle nach der Reformation und sie wurde während des Dreißigjährigen Kriegs vollständig zerstört. Von der mittelalterlichen Wallfahrtskirche wurden bei Ausgrabungen im Jahr 1957 Fundamentzüge freigelegt. Von 1996 bis 1998 wurden weitere archäologische Grabungen durchgeführt.

## Neue Gunthildiskapelle
Von 1993 bis 1995 bauten freiwillige Helfer eines Fördervereins und die Stadt Weißenburg nach den Plänen von Professor Johannes Geisenhof die neue Kapelle unweit der mittelalterlichen Fundamente. Die ökumenische Kapelle hat die Grundrissform eines Ammoniten. Durch einen „Schneckengang“ gelangt man in das Innere und zum Mittelpunkt, einem steinernen Ambo aus zwölf Säulen, die die Zwölf Stämme Israels symbolisieren. Das Zeltdach der Kapelle wird von zwölf Balken getragen, die die zwölf Apostel symbolisieren. Zu dem in Weiß leuchtenden Bauwerk finden ökumenische Wallfahrten statt.